# Tonton Tapis-GB
Tonton Tapis-GB war ein belgisches Radsportteam, das nur 1991 existierte.

## Geschichte
Das Team wurde 1991 unter der Leitung von Roger De Vlaeminck gegründet. Sponsoren waren die belgische Teppich-Handelskette Tonton Tapis (wörtlich übersetzt Onkel Teppich) und die belgische Supermarktkette GB.
Bei Tirreno-Adriatico konnte das Team den ersten Etappensieg in der Saison feiern. Bei Paris-Nizza wurde Stephen Roche hinten den drei Fahren von Toshiba Vierter in der Gesamtwertung. Es folgten Siege bei der Setmana Catalana de Ciclisme und dem Critérium International. Einen sehr guten zweiten Platz belegte Jean-Claude Colotti bei Paris–Roubaix 1991, als er den Sprint der siebenköpfigen Verfolgergruppe hinter dem Sieger Marc Madiot gewann.
Bei der Tour de France 1991 erlebte das Team einen bitteren Moment als beim Teamzeitfahren der Teamleader Stephen Roche am Start fehlte. Ihm wurde vermutlich die falsche Startzeit übermittelt und so startete das Team ohne ihn. Roche fuhr zwar die 36,5 km lange Strecke alleine, aber erreichte das Ziel außerhalb des Zeitlimits und musste das Rennen wegen Zeitüberschreitung verlassen.
Zum Ende der Saison 1991 löste sich das Team auf. Im folgenden Jahr fusionierte es mit den Del Tongo-MG Boys und so entstand GB-MG Maglificio.

## Erfolge

### Straße
1991
- Critérium International
- Setmana Catalana de Ciclisme
- Giro dell’Appennino
- eine Etappe Tirreno-Adriatico
- eine Etappe Tour DuPont
- eine Etappe Tour de l’Oise
- eine Etappe Grand Prix Midi Libre
- eine Etappe Tour du Limousin
- Omloop van het Houtland Lichtervelde
- GP de Fourmies

### Bahn
- Bahn-Weltmeisterschaft – Einerverfolgung
- Bahn-Weltmeisterschaft – Punktefahren

## Monumente-des-Radsports-Platzierungen
| Monument                 | 1991 |
| ------------------------ | ---- |
| Mailand–Sanremo          | –    |
| Flandern-Rundfahrt       | 11   |
| Paris–Roubaix            | 2    |
| Lüttich–Bastogne–Lüttich | 8    |
| Lombardei-Rundfahrt      | –    |

## Bekannte ehemalige Fahrer
- Stephen Roche (1991)
- Dirk De Wolf (1991)
- Jean-Claude Colotti (1991)
- Francis Moreau (1991)
- Laurent Biondi (1991)